# Pseudomiza purpurascens
Pseudomiza purpurascens är en fjärilsart som beskrevs av W. Warren 1894. Pseudomiza purpurascens ingår i släktet Pseudomiza och familjen mätare. Inga underarter finns listade.